# カイル・マカリー
カイル・マカリー (Kyle McCarley、1985年12月5日 -) は、アメリカ合衆国の声優。

## 私生活
自分はケイトリン・ゴールトと結婚。

## 出演作品
太字はメインキャラクター。

### アニメ
- レゴ モンキーキッド - レッドサン
- スター・ウォーズ: ビジョンズ - 帝国将校
- リトルウィッチアカデミア - ルイス・ブラックウェル
- ベイブレードバースト超ゼツ - 御朱印スオウ
- ジョジョの奇妙な冒険 黄金の風 - ナランチャ・ギルガ
- 機動戦士ガンダム 鉄血のオルフェンズ - 三日月・オーガス
- ピンキッツワンダースター - ベリー、フリード、鷹、ワンダーカー、カメフィン

### 映画
- BLAME! - 霧亥
- GANTZ:O - 西丈一郎

### ゲーム
- クッキーラン: キングダム - 魔導士味クッキー
- ニーア オートマタ - ヨルハ九号S型